# Notropis amecae
Notropis amecae (tên tiếng Anh: Ameca shiner) là một loài cá vây tia đã tuyệt chủng thuộc họ Cyprinidae. Loài này chỉ có ở México.